# Штефенештій-де-Жос (комуна)
Штефенештій-де-Жос (рум. Ștefăneștii de Jos) — комуна у повіті Ілфов в Румунії. До складу комуни входять такі села (дані про населення за 2002 рік):
- Крецуляска (422 особи)
- Штефенештій-де-Жос (2428 осіб) — адміністративний центр комуни
- Штефенештій-де-Сус (1281 особа)

Комуна розташована на відстані 13 км на північний схід від Бухареста, 133 км на південь від Брашова.

## Населення
За даними перепису населення 2002 року у комуні проживала 4131 особа.
Національний склад населення комуни:
| Національність | Кількість осіб | Відсоток |
| -------------- | -------------- | -------- |
| румуни         | 3177           | 76,9%    |
| цигани         | 949            | 23,0%    |
| угорці         | 2              | < 0,1%   |
| німці          | 2              | < 0,1%   |

Рідною мовою назвали:
| Мова      | Кількість осіб | Відсоток |
| --------- | -------------- | -------- |
| румунська | 4111           | 99,5%    |
| циганська | 14             | 0,3%     |
| угорська  | 3              | 0,1%     |
| німецька  | 2              | < 0,1%   |

Склад населення комуни за віросповіданням:
| Релігія                                       | Кількість осіб | Відсоток |
| --------------------------------------------- | -------------- | -------- |
| православні                                   | 4102           | 99,3%    |
| п'ятдесятники                                 | 13             | 0,3%     |
| атеїсти                                       | 8              | 0,2%     |
| римо-католики                                 | 2              | < 0,1%   |
| адвентисти                                    | 2              | < 0,1%   |
| мусульмани                                    | 2              | < 0,1%   |
| лютерани (Синодально-пресвітеріанська церква) | 2              | < 0,1%   |